# Cathédrale de la Sainte-Trinité de Gibraltar
Pour les articles homonymes, voir Cathédrale de la Sainte-Trinité.
La cathédrale de la Sainte-Trinité – en anglais : Cathedral of the Holy Trinity – est la cathédrale anglicane du diocèse de Gibraltar en Europe.

## Histoire
L'église est construite de 1825 à 1832. Elle est d'abord destinée à la population civile de Gibraltar, les militaires ayant un service réservé dans la King's Chapel. Le gouverneur de Gibraltar John Pitt lance les travaux selon les plans dressés par l'architecte Peter Harrison en 1740. Le Colonel Pilkington, des Royal Engineers, ajoute en 1825 les arcs outrepassés de style néo-mudéjar, en référence au passé islamique d'Al-Andalus.
L'église est consacrée en 1838 par l'archidiacre Edward Burrow en présence de la reine douairière Adélaïde de Saxe-Meiningen, veuve du roi Guillaume IV. Elle est élevée au rang de cathédrale en 1842, avec la création du diocèse de Gibraltar. George Tomlinson est nommé premier évêque de Gibraltar. Le diocèse comprend alors toutes les paroisses anglicanes du continent européen, du Portugal à la mer Caspienne.
Après la Seconde guerre mondiale, une chapelle consacrée à saint Georges est aménagée dans l'aile sud, en mémoire des soldats morts en Méditerranée. Le 27 avril 1951, l'explosion du navire RFA Bedenham détruit les vitraux et une partie de la toiture.
En janvier 1981 est créé le diocèse de Gibraltar en Europe, lors d'une cérémonie en présence du gouverneur Sir William Jackson et de l'évêque John Satterthwaithe. Le nouveau diocèse comprend l'ancien diocèse de Gibraltar, ainsi que l'ancienne juridiction de l'Europe du Nord et centrale.

## Architecture
Elle est de style néo-mudéjar, avec des portes en arc outrepassé.

Intérieur
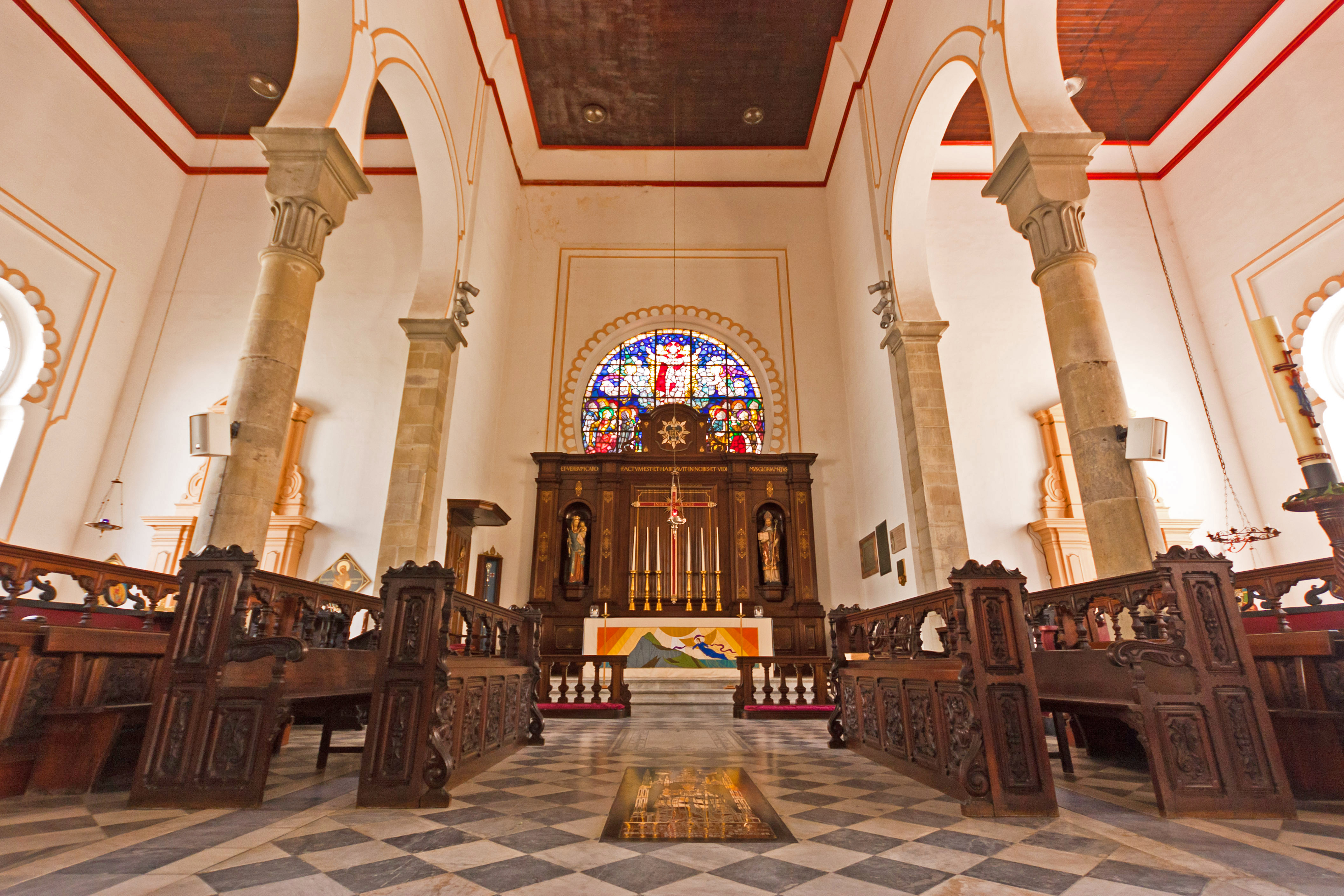
Vers le chœur.
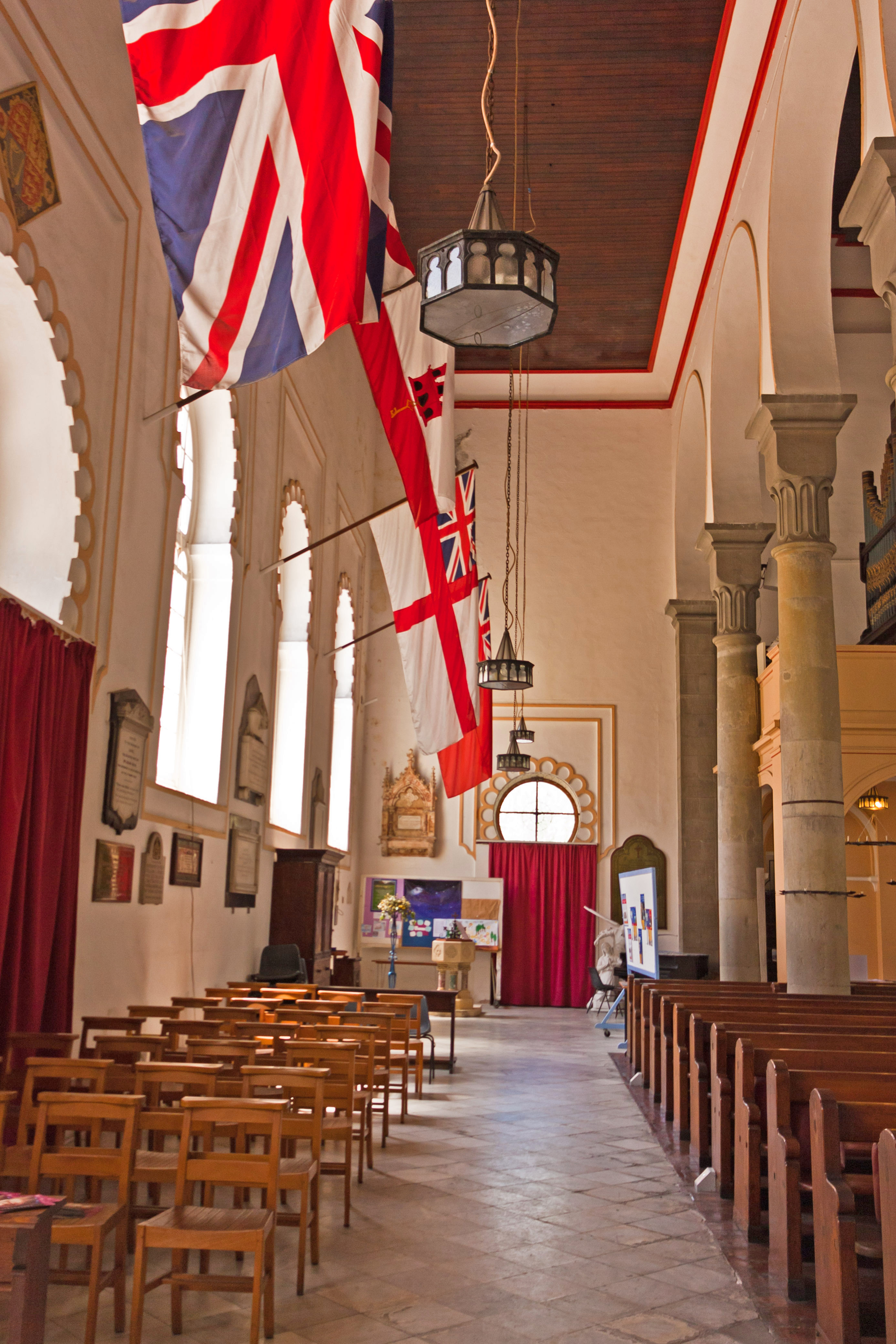
Collatéral sud
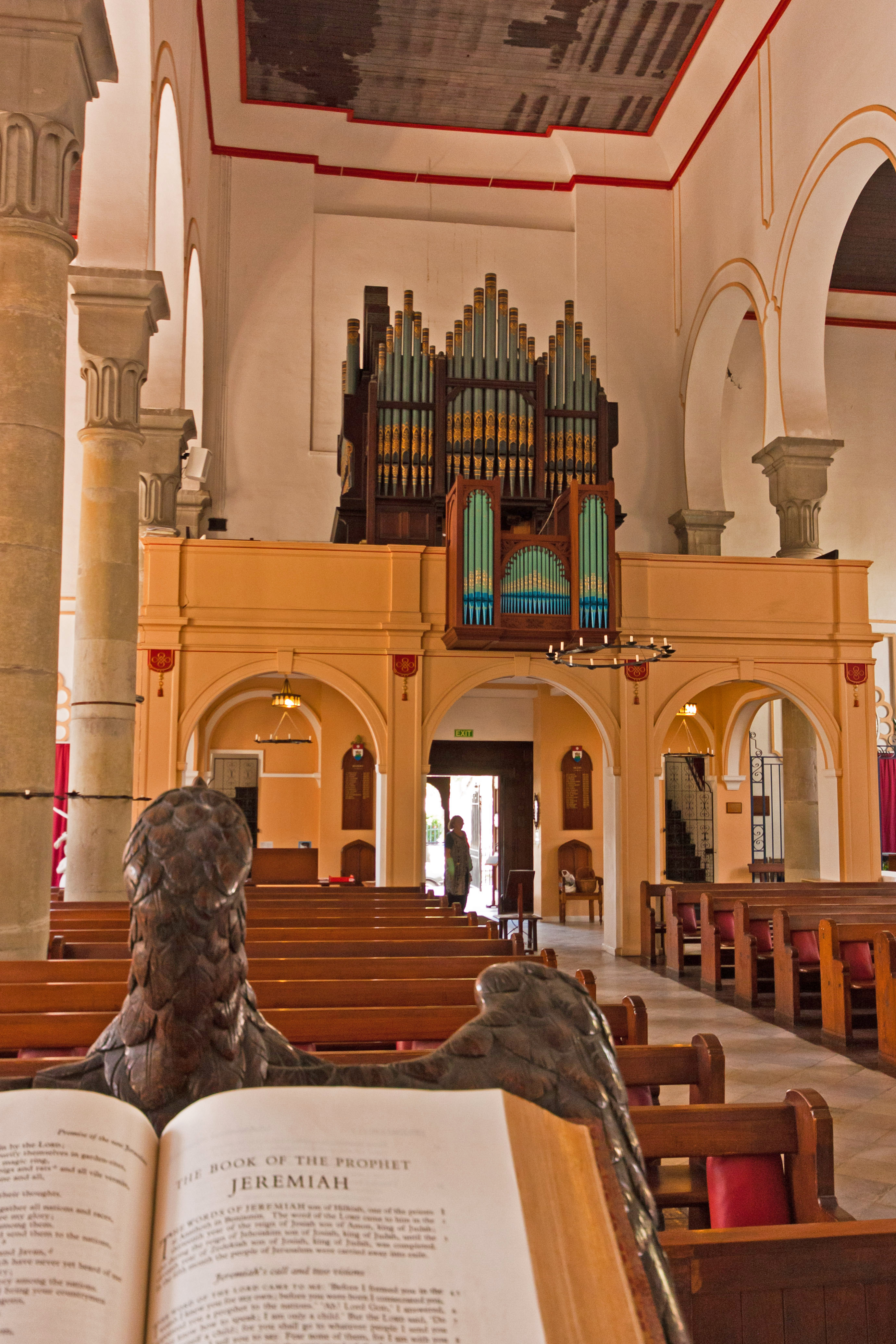
Vers l'orgue.